# Macropipus marmoreus
Macropipus marmoreus är en kräftdjursart. Macropipus marmoreus ingår i släktet Macropipus och familjen simkrabbor. Inga underarter finns listade i Catalogue of Life.